# 하동소방서
하동소방서(河東消防署, Hadong Fire Station)는 경상남도 하동군을 관할하는 경상남도 소방본부 산하의 소방서이다.
소방서장은 소방정으로 보한다.

## 조직
| - 소방행정과 - 소방행정팀 - 예산장비팀 | - 예방대응과 - 예방지도팀 - 구조구급팀 - 대응조사팀 |

## 관할센터 및 관할구역
하동소방서는 4개의 119안전센터와 1개의 구조대를 산하에 두고 있다.
| 명칭                 | 사진 | 주소                   | 관할구역                                       | 지역대                      |
| -------------------- | ---- | ---------------------- | ---------------------------------------------- | --------------------------- |
| 하동119안전센터      |      | 적량면 공설운동장로 15 | 하동읍, 적량면, 횡천면, 북천면, 청암면, 옥종면 | 옥종119지역대 횡천119지역대 |
| 진교119안전센터      |      | 진교면 진양로 27       | 진교면, 고전면, 양보면                         |                             |
| 금성119안전센터      |      | 금성면 금성로 15       | 금남면, 금성면                                 | 금남119지역대               |
| 화개119안전센터      |      | 화개면 쌍계로 58       | 화개면, 악양면                                 |                             |
| 하동소방서 119구조대 |      | 금성면 금성로 15       | 경상남도 하동군 일원                           |                             |

## 같이 보기
- 대한민국 소방청
- 대한민국의 소방
- 대한민국 소방공무원